# Río Guadajoz
El río Guadajoz (del mozárabe Guadaxox, de salso = salado) es un río del sur de España, un afluente del río Guadalquivir. Tiene una longitud de 171 km y drena una cuenca de 2415 km².

## Curso
El río Guadajoz se forma por la confluencia de los ríos San Juan y Salado de Priego procedentes de la Sierra Sur de Jaén y las sierras de Priego de Córdoba respectivamente. Sirve de linde entre las provincias de Jaén y Córdoba durante varios kilómetros hasta poco antes de su llegada a la población de Albendín, donde recibe las aportaciones del río Víboras en un paraje conocido como junta de los ríos en donde se ubica el embalse de Vadomojón. A partir de este punto gira en dirección noroeste adentrándose en la campiña cordobesa para recibir por la margen izquierda las aguas del río Marbella y del río Guadalmoral siguiendo su curso hasta su desembocadura en el Guadalquivir a la altura el término municipal de Córdoba, exactamente en la intersección de la autovía Madrid-Sevilla con la antigua carretera N-IV.
Los ríos San Juan y Víboras nacen a su vez en los términos municipales de Castillo de Locubín y Valdepeñas de Jaén respectivamente, garantizando un caudal mínimo durante todo el año, aunque en verano y épocas de sequía este puede ser muy reducido. Las aguas del Guadajoz son salobres a partir de la desembocadura del arroyo Salado (no confundir con el Salado de Priego) y se van endulzando con los aportes del arroyo de la Carchena y el Ventogil, el primero de ellos a escasos 2 km de la pedanía cordobesa de Santa Cruz, lugar donde se encuentran las ruinas y yacimientos de Ategua.

### Afluentes
En la siguiente tabla se intenta identificar a los afluentes primarios y secundarios de mayor longitud.

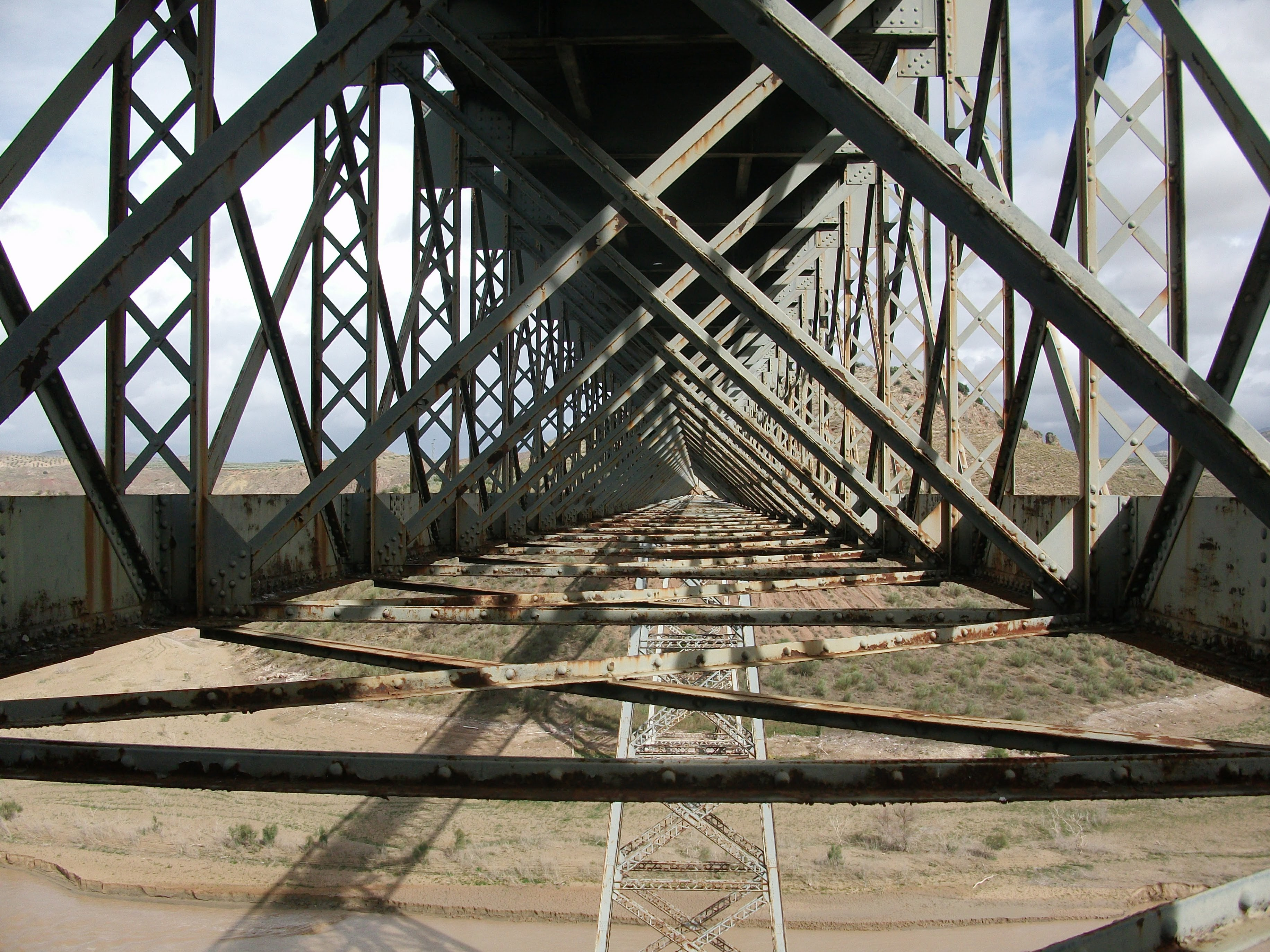
Viaducto Río Guadajoz

| Río                   | Río                    | Fuente                 | Desembocadura         | Longitud (km) |
| --------------------- | ---------------------- | ---------------------- | --------------------- | ------------- |
| Arroyo Saladillo      | Arroyo Saladillo       | s/d                    | Margen derecha        | 10,6          |
| San Juana             | San Juana              | Sierra Sur de Jaén     | Margen derecha        | 36,6          |
| -                     | Río Almedinillab       | Loma de los Llanos     | Río San Juan          | 25,9          |
| Salado de Priego      | Salado de Priego       | Sierra de la Horconera | Margen izquierda      | 38,7          |
| -                     | Río Palancarc          | Sierra Lobatejo        | Salado de Priego      | 17,4          |
| Río Víboras           | Río Víboras            | Sierra de Valdepeñas   | Margen derecha        | 56,6          |
| Río Marbella          | Río Marbella           | Sierra de Cabra        | Margen izquierda      | 31,6          |
| Río Guadalmoral       | Río Guadalmoral        | s/d                    | Margen izquierda      | 17,3          |
| Arroyo de Casatejada  | Arroyo de Casatejada   | s/d                    | s/d                   | 17,1          |
| Arroyo de la Carchena | Arroyo de la Carchena  | s/d                    | Margen izquierda      | 35            |
| -                     | Arroyo de las Cabañas  | s/d                    | Arroyo de la Carchena | 14,6          |
| Arroyo de Ventojil    | Arroyo de Ventojil     | s/d                    | Margen izquierda      | 17,8          |
| -                     | Arroyo de la Dehesilla | s/d                    | Arroyo de Ventojil    | 9,6           |
| Río Guadajozd         | Río Guadajozd          | Loma de los Llanos     | Río Guadalquivir      | 171           |

Notas
a También llamado Guadalcotán.

b También llamado Caicena.

c También llamado Zagrilla.

d Incluyendo al río Almedinilla.

## Historia
En época romana su nombre era Salsum flumen debido a la salinidad. Los árabes lo llamaron wadi saws, que tiene el mismo significado. En su recorrido sirve como elemento defensivo, a manera de foso natural, de importantes yacimientos arqueológicos, algunos destacados núcleos urbanos en época ibérica y romana: Cerro de la Almanzora (Sosontigi) en el término de Luque, Cerro de los Molinillos y Cortijo de Izcar (Municipium Contributum Ipcense), ambos en el término de Baena, el barrio de la villa de Castro del Río (¿Castra Postuminana?) y Cerro de los Castillejos de Teba (Ategua).

## Bio-fauna
Hasta la última década del siglo XX el Guadajoz no ha estado regulado por presas, y en su bio-fauna, aún no se encuentran presentes especies especies alóctonas, aunque con la construcción del embalse de Vadomojón se introdujeron en el mismo peces como la carpa y el black bass. Pero aún no se han dispersado por lo que, a fecha de hoy, en el cauce de dicho río siguen siendo sus especies predominantes la boga y sobre todo el barbo gitano. Se han sacado, de forma esporádica, anguilas, y el galápago autóctono todavía está presente en todo el cauce.